# Staten Somaliland
Staten Somaliland var en kortlivad självständig stat vid Afrikas horn som fanns i fem dagar mellan självständigheten från Storbritannien (tidigare Brittiska Somaliland) den 26 juni 1960 och sammanslagningen med Republiken Somalia den 1 juli 1960. 
Under statens korta existens fruktade man bråk med etiopiska stammar
Republiken Somaliland, en de facto-självständig republik som erkänts som del av Somalia, anser sig vara efterträdarstat till staten Somaliland. Av det internationella samfundet erkänns dock denna republik endast som en autonom region inom Somalia.